# Parvis Alan-Turing
Le parvis Alan-Turing est une voie en forme d'esplanade située dans le quartier de la Gare du 13e arrondissement de Paris.

## Situation et accès
Il débute rue Eugène-Freyssinet et se termine rue Ada-Lovelace.
Le parvis Alan-Turing est principalement desservi par le métro de Paris, par la ligne 6 à la station Chevaleret et par la ligne 14 à la station Bibliothèque François-Mitterrand.

## Origine du nom
La voie porte le nom du mathématicien britannique Alan Turing (1912–1954).

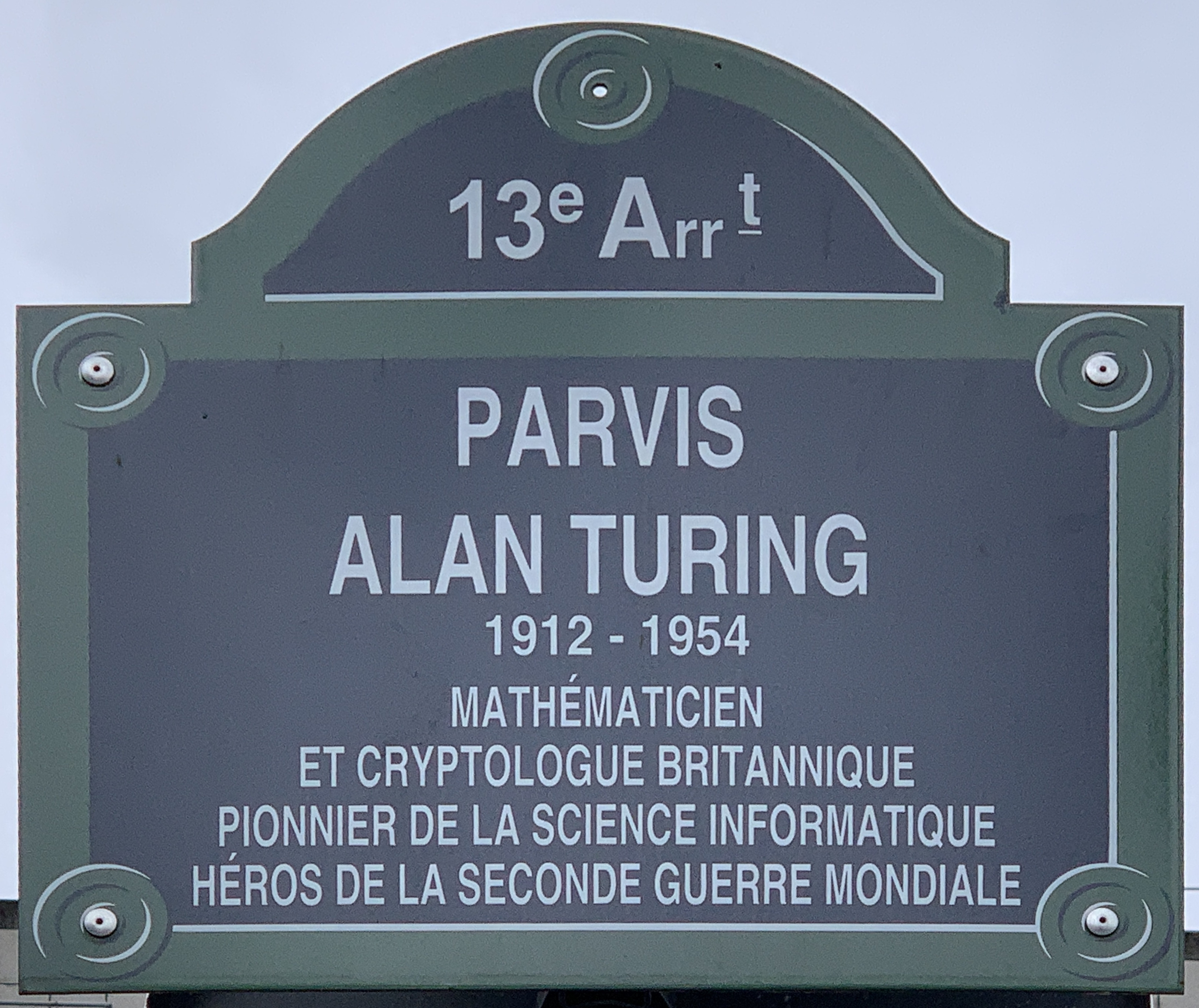
Plaque de rue.

## Historique
Ancienne voie GK/13, commençant voie GM/13 et finissant voie GL/13, le parvis est créé dans le cadre de l'aménagement de la halle Freyssinet. Il est décidé d'encadrer celle-ci de deux places, l'une minérale au nord et l'autre végétalisée au sud : la place Grace-Murray-Hopper. Le parvis minéral est désigné sous le nom provisoire de « voie GK/13 » avant que le Conseil de Paris ne lui donne sa dénomination actuelle en 2017.

## Bâtiments remarquables et lieux de mémoire
La station F se trouve au 5, parvis Alan-Turing.
La sculpture monumentale L'Arc d'Urs Fischer est inaugurée sur le parvis en février 2022.

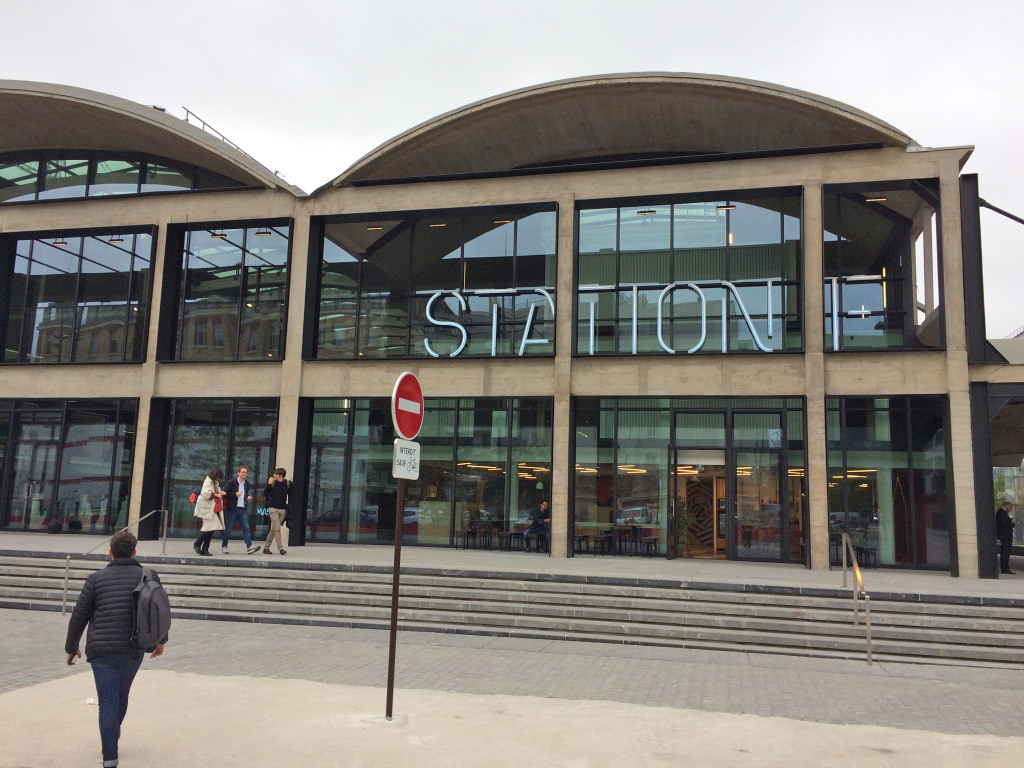
Entrée de la station F, parvis Alan-Turing.
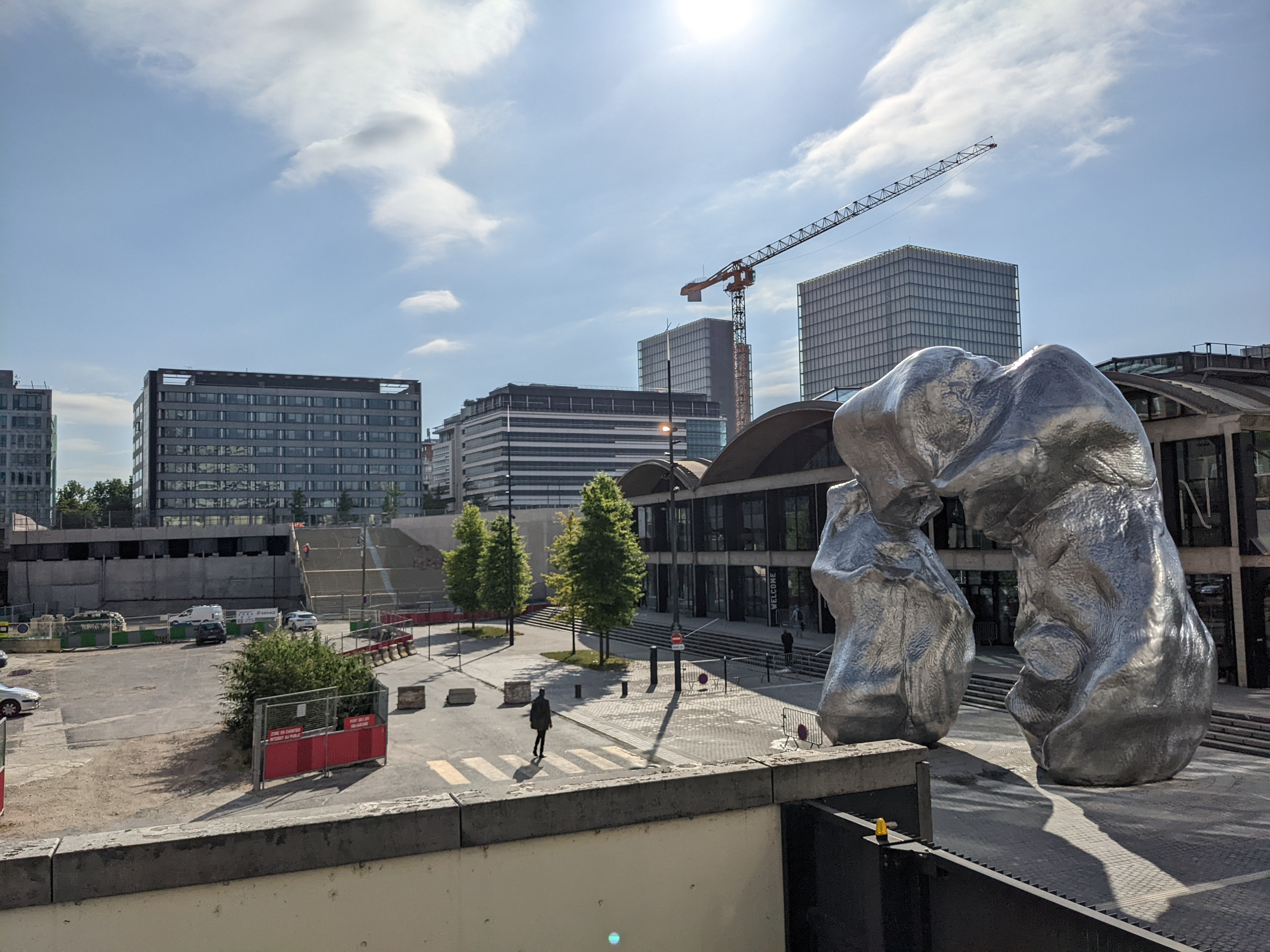
Le parvis Alan-Turing, avec L'Arc visible sur la droite.